# Kabinett Amsberg
Das Kabinett Amsberg bildete vom 13./17. Juli 1901 bis zum 30. September 1901 die von Großherzog Friedrich Franz IV. nach dem Tod von Staatsminister Alexander von Bülow eingesetzte kommissarische Landesregierung von Mecklenburg-Schwerin. 
| Amt | Name                      |
| Staatsminister, Präsident des Staatsministeriums Auswärtige Angelegenheiten und Großherzogliches Haus Justiz1 (komm.) | Julius von Amsberg        |
| Inneres | unbesetzt bzw. unbekannt2 |
| Finanzen | Adolph von Pressentin     |

1 Das Justizministerium beinhaltete die Abteilungen für die geistlichen, die Unterrichts- und die Medizinalangelegenheiten. 

2 laut Berufungsurkunde wurde v. Amsberg dieses Ressort nicht mit übertragen, doch auch kein anderer Minister benannt.